# Tonumschaltung
Die Tonumschaltung bezeichnet bei der Projektion eines Kinofilms das Umschalten des Tons zwischen zwei Filmprojektoren am Ende einer Filmrolle („Aktrolle“) und Beginn der nächsten, also zum Zeitpunkt der Überblendung.
Die Tonumschaltung erfolgt beim üblichen Lichttonfilm durch Ein- bzw. Ausschalten der Tonlampe des Lichttongerätes, um sicherzustellen, dass nur die zum laufenden Bild gehörende Tonspur wiedergegeben wird. Zusätzlich wird bei Dolby-Prozessoren der Eingang des Lichttonvorverstärkers umgeschaltet.
Bei Magnettonfilmen erfolgt die Tonumschaltung durch Relais im Verstärker. Auch bei Dolby Digital wird der Eingang des Dolby-Prozessors umgeschaltet.